# Jesus Cristo Eu Estou Aqui
Jesus Cristo Eu Estou Aqui é um filme de comédia brasileiro de 1971, produzido e dirigido por Mozael Silveira. O roteiro é baseado na peça de teatro "Zefa entre os homens" de Henrique Pongetti. As filmagens foram em Magé e Nova Friburgo  apesar da história trazer temas tradicionais típicos da Região Nordeste do Brasil, como a seca, a religiosidade popular e a política dos coronéis. O título refere-se a uma canção popular de Roberto Carlos e Erasmo Carlos que também é a música-tema.

## Elenco
- Zé Trindade...Coronel Piragibe
- Costinha...Padre Pedro
- Colé Santana...Coronel Lula
- Sônia Mamede...Zefa
- Luely Figueiró,...esposa de Lula
- Antônio Carnera...Tiquira
- Rodolfo Arena...João Turco
- Geraldo Gonzaga...Diretor
- Tony Jr....Inhaca
- Lameri Faria
- Lajar Muzuris...Zé

## Sinopse
Numa cidade do interior do Brasil a população está preocupada com a seca prolongada. O atrapalhado padre Pedro organiza uma procissão para atrair chuvas mas os Coronéis Piragibe e Lula planejam também cada um fazer a sua própria cerimônia e ganhar votos para a eleição que se aproxima. A ex-prostituta e dona de bar Zefa fica sabendo que o Coronel Piragibe mandou dois capangas roubarem a imagem da santa padroeira do Coronel Lula (Nossa Senhora) para prejudicar o rival e chantageia a dupla para que roubem também a do padroeiro do Coronel Lula (São Pedro), escondendo as duas imagens no quintal. Enquanto isso, o padre segue à sua maneira excêntrica com seus afazeres como recolher donativos para as obras da igreja, ouvir os aflitos e ajudar os necessitados mas logo sua rotina será perturbada quando os coronéis o acusarem de ter roubado as imagens.